# Zauberbuch (Lehrbuch)
Ein Zauberbuch ist ein Lehrbuch der Zauberkunst, das deren tricktechnische und psychologische Seite vermittelt und eventuell auch die Entwicklung und Historie der Zauberkunst darstellt.

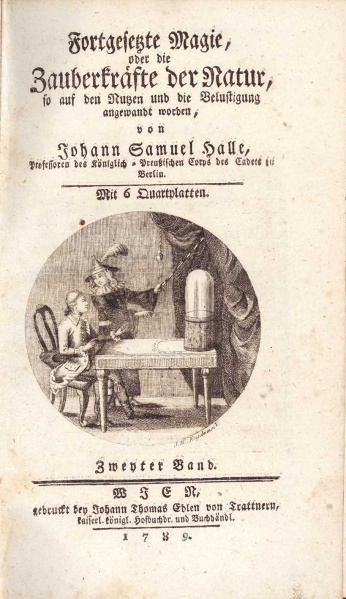
Fortgesetzte Magie, Johann Samuel Halle, 1789

## Geschichte
Als erstes Zauberbuch, das dazu gedacht war, Zauberkunststücke zum Selbervorführen zu beschreiben, gilt das 1634 in London erschienene Buch Hocus Pocus Junior. Es brachte zum ersten Mal einen illustrierten Text in englischer Sprache, der sich mit dem Beschreiben von Zauberkunststücken beschäftigte. Das Buch beeinflusste damit die gesamte spätere Autorenschaft weiterer Zauberbücher. Allein in den folgenden 60 Jahren erschienen nicht weniger als 13 Ausgaben.

Allerdings wurden auch schon in dem 1584 erschienenen Buch The Discoverie of Witchcraft von Reginald Scot Zauberkunststücke beschrieben, die jedoch nicht als Anleitung, sondern als Aufklärungen veröffentlicht worden waren.
In deutscher Sprache erschien 1667 eine Übersetzung von Hocus Pocus Junior mit dem Zusatz: Oder die Taschenspielkunst, gar deutlich und fleißig beschrieben, auch mit Figuren erklärt.

Der Perfekte Zauberkünstler und Taschenspieler, Prof. W. Horstmann, um 1900

The Magician′s Own Book von Wiljalba Frikell, 1877 (Online)

## Allgemein
Die Zauberbuchgattung hat sich seit dem 19. Jahrhundert fest etabliert. Wurden anfangs Zauberbücher in kommerziellen Verlagen herausgegeben, so entwickelte sich zunehmend mit der Spezialisierung der Zauberkunst als künstlerische Darstellungsform auch eine eigene Fachbuchszene, in der oftmals Autoren ihre Bücher in kleinen Auflagen publizieren und sie nur für Fachkollegen zugänglich machen. Einen großen Anteil an dieser Entwicklung, wenn nicht überhaupt als Erster, hatte der aus Hamburg stammende und in die USA ausgewanderte August Roterberg.

## Aufmachung
Die Aufmachung der nur für einen kleinen Kreis bestimmten Exemplare ist sehr unterschiedlich. Häufig sind sie jedoch ebenso professionell gestaltet und produziert wie kommerzielle Bücher.

## Inhalte
Zauberbücher beschäftigen sich mit der gesamten Bandbreite der Zauberkunst, dazu zählen die Bereiche
- Theorie
- Anleitung
- Historie
  - Biographie
  - Autobiographie

### Themen
- Allgemeine Zauberkunststücke
- Kartenzauberkunststücke
- Groß-Illusionen
- Misdirektion
- Schauspielkunst
- Mentalzauberkunst
- Geschichte

## Zauberbuchverlage (Auswahl)
Deutschland
- Carl Willmann, Hamburg
- Conradi-Horster, Berlin
- Edition Volker Huber, Offenbach am Main
- sic!-Verlag, Coesfeld
- Zauberbuch-Verlag, Stuttgart
- Magische Welt, Hamburg

England
- Harry Stanley, London
- George Johnson, London
- Martin Breese, London
- Davenport, London

USA
- Jeff Busby, Wallace, Idaho
- Richard Kaufman
- Magic Inc. Chicago
- Abbott’s Magic, Colon, Michigan
- L & L Publishing Co., Tahoma
- Hermetic Press, Inc., Seattle